# Gympie

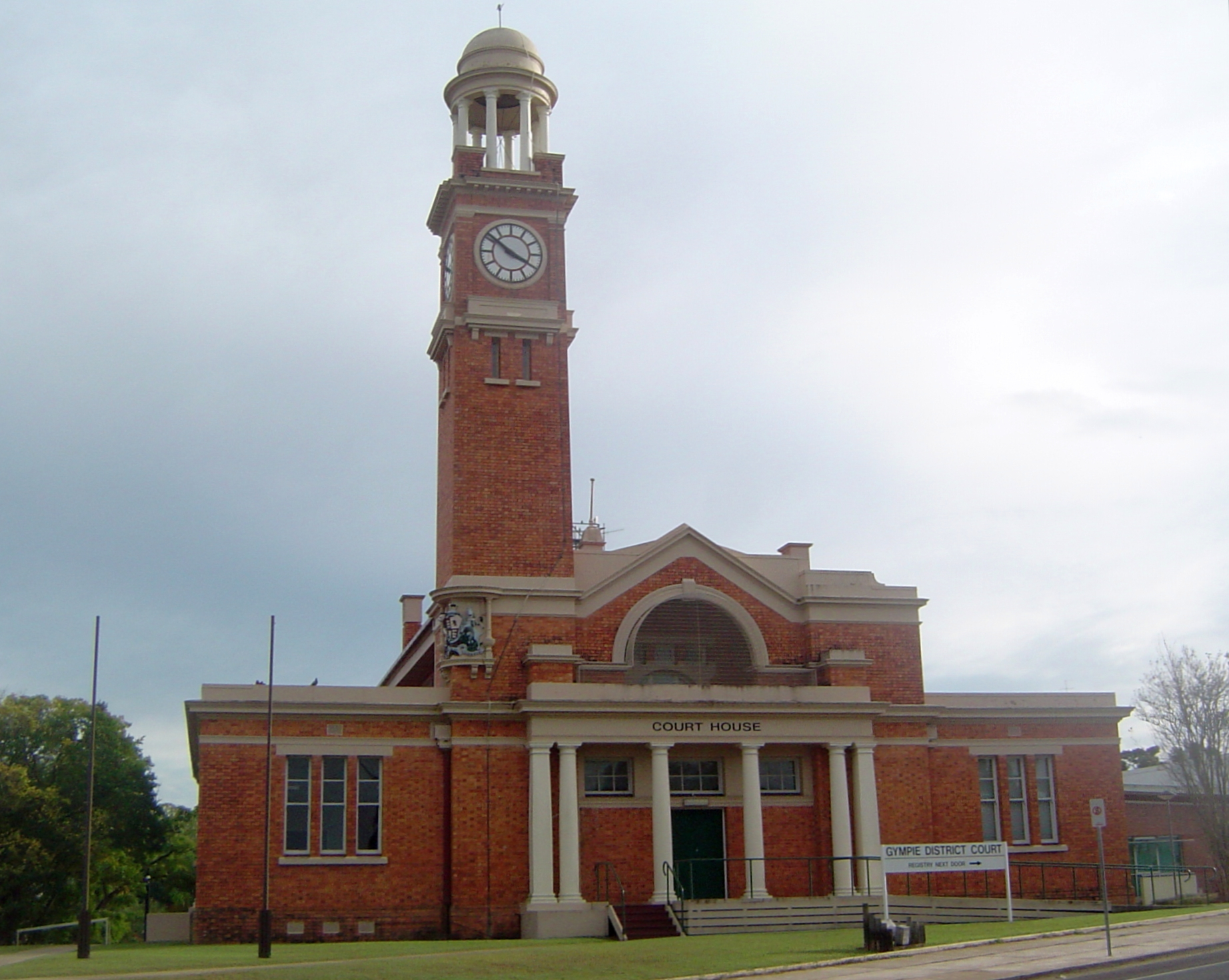
Rechtbank

Gympie is een stad in zuidoost Queensland, Australië. Het bevindt zich ongeveer 160 kilometer ten noorden van Brisbane.

## Geschiedenis
Oorspronkelijk was het gebied bedoeld om vee op te laten grazen. Totdat James Nash in 1867 goud in het gebied ontdekte. Op dat moment verkeerde Queensland in een economische depressie en redde deze ontdekking het van de ondergang. Het zoeken van goud vormt nog steeds een rol in de economie van Gympie daarnaast zijn de agricultuur (met in het speciaal melkproductie), arbeid en het toerisme belangrijke inkomstenbronnen.

## Naam
Gympies naam stamt van de Aboriginalnaam voor een boom (de gympie-gympieboom). De boom heeft grote ronde bladeren die dezelfde eigenschappen hebben als die van brandnetels. De vertaling voor Gympie is ruwweg “duivel”.

## Attracties
De belangrijkste attracties van Gympie zijn:
“The Valley Rattler” is een stoomtrein waarmee het landschap rond Gympie bekeken kan worden. Hij begint aan de zuidkant van Gympie, waarna hij verdergaat door de Mary Valley waar hij de Mary River verder volgt. Deze rit is een reis door de hele vallei en begint op het oude treinstation van Gympie. Dit station is het originele station van het spoor dat door Gympie liep tijdens de goudkoorts van 1900. 
Op het heuvelachtige landschap rond Gympie groeien ananassen, macadamia noten en andere gewassen. Daarnaast is het een prachtig landschap door de uitgestrekte bossen. In deze vallei liggen ook de dorpen Dagun, Amamoor, Kandanga en Imbil.
Mary Street is het centrum, hier is het postkantoor, allerlei barretjes, cafés, banken en winkels. Het heeft echte dorpsuitstraling. 
In Gympie wordt jaarlijks een groot muziek evenement georganiseerd, hier komen duizenden fans en muzikanten op af.

## Transport
Gympie is bereikbaar via de Bruce Highway. Daarnaast gaat er een trein via QR's North Coast. Dagelijks gaan er stadstreinen vanaf Brisbane. Er zijn ook bussen in Gympie, maar auto's zijn het belangrijkste transportmiddel.